# Irish Independence Party
Die Irish Independence Party (IIP) war eine nationalistische beziehungsweise republikanische Partei in Nordirland, die im Oktober 1977 von Fergus McAteer und Frank McManus gegründet wurde und sich Mitte der 1980er Jahre auflöste. Frank McManus war von 1970 bis 1974 Abgeordneter für Unity im britischen Unterhaus. Die IIP war gegen die Internment-Politik, setzte sich für die Trennung Nordirlands von Großbritannien und für einen Sonderstatus der republikanischen Gefangenen in Nordirland ein.
Die Irish Independence Party entstand aus der Fusion von Unity und Nationalist Party. Nach 1979 war Pat Fahy der Parteiführer der IIP; stellvertretender Parteiführer war Frank McManus; die Funktion des Parteivorsitzenden übernahm Fergus McAteer. Der Protestant John Turnley, der spätere stellvertretende Parteivorsitzende der IIP, trat ihr 1980 bei und wurde im gleichen Jahr in Carnlough, County Antrim bei einem Anschlag der Ulster Defence Association getötet.
Bei den Britischen Unterhauswahlen 1979 trat die IIP in vier der zwölf nordirischen Wahlkreise an. Sie blieb mit 23.086 Stimmen (3,3 % der gültigen Stimmen in Nordirland) ohne Mandat. Die IIP unterstützte die republikanischen Gefangenen im Maze Prison und deren Proteste, wie den Blanket Protest, Dirty Protest und die Hungerstreiks von 1980 und 1981. Die IIP gewann im Mai 1981 bei den Wahlen zu den District Councils 21 Sitze; Hochburgen der Partei waren Derry, Fermanagh, Newry and Mourne sowie Omagh. Sie nahm an den Wahlen zur Northern Ireland Assembly im Oktober 1982 zugunsten von Sinn Féin nicht teil. Dies führte dazu, dass ihr Einfluss schwand und Sinn Féin republikanische Wähler hinzu gewann. Die IIP hatte erneut zu den lokalen Wahlen im Jahr 1985 kandidiert, sie gewann lediglich vier Sitze und verlor damit 17 gegenüber der Wahl von 1981, während Sinn Féin insgesamt 59 Sitze gewann. Anschließend löste sich die IIP auf und kandidierte bei der nächsten Wahl 1989 nicht mehr.